# Leukarion
Leukarion (altgriechisch Ληυκαρίον) war ein griechischer Bildhauer, der am Ende des 6. Jahrhunderts v. Chr. auf Naxos tätig war.

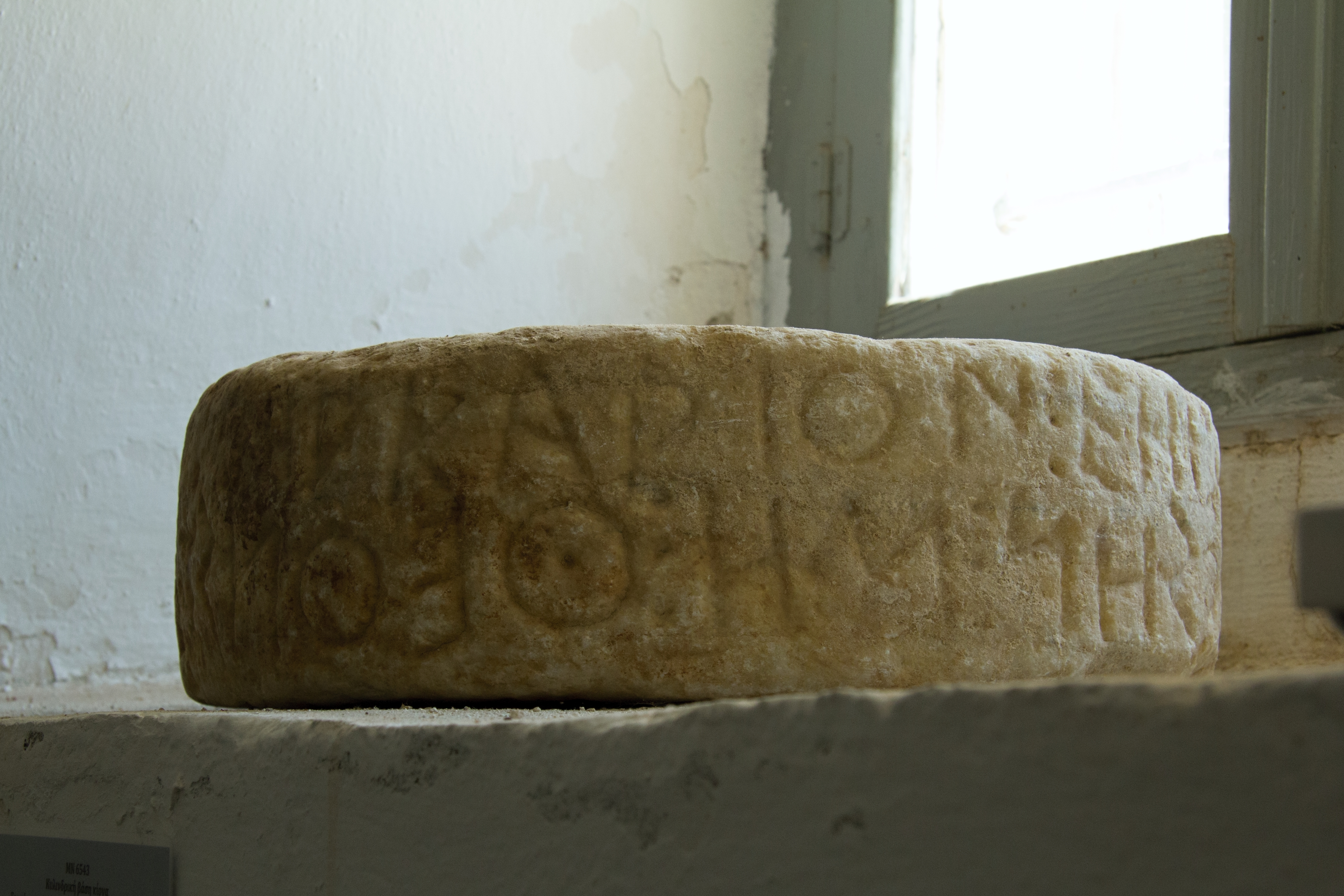
Basis mit der Inschrift der Erwähnung Leukarions

Er ist lediglich von einer Inschrift auf einer marmornen Statuenbasis bekannt, die ihn als Erschaffer eines Grabmals des Theolisteus ausweist. Sie wurde 1977 in der linken Apsis der byzantinischen Christuskirche östlich des Demetertempels nahe Sangri gefunden (Koordinaten des Fundortes: 37° 1′ 46,4″ N, 25° 26′ 7,6″ O). Die Basis befindet sich heute im archäologischen Museum von Naxos.
Der Text der Inschrift, die als Bustrophedon geschrieben wurde, lautet:
Ληυκαρίον ἐηπο
ίεσήν μη Θεολίστεο μνῆ̣μα